# WWE Smackdown
WWE SmackDown (vagy Friday Night SmackDown [Péntek Esti SmackDown]) egy sportszórakoztató program, amit jelenleg a WWE a SyFy csatornán vetít az USA-ban. A show nevét arra is használják, hogy megkülönböztessék a SmackDown divíziót, ahol a WWE alkalmazottak azon a programon dolgoznak. Egy egyike a SmackDown divíziót közvetítő adásoknak, a másik a WWE RAW (jelenleg is a RAW Supershow-kon és a speciál adásokon), egy ideig a WWE Velocity is közvetített SmackDown divíziós pankrációt.
A kezdése, 1999 óta a SmackDown-t csütörtök esténként közvetítették, de 2005. szeptember 9-én a show átköltözött péntek estékre. A sho eredetileg az USA-ban a UPN csatornán debütált 1999. április 29-én, de miután a UPN-t és a WB-t egyesítették, a SmackDown-t a The CW csatornán kezdték el sugározni 2006-ban. A show a CW-n maradt két évig, amikor bejelentették, hogy a SmackDown átköltözik a MyNetworkTV-re 2008 októberében. A SmackDown átköltözött a SyFy-ra 2010. október 1-jén.
Az időeltolódások miatt a SmackDown premier néhány órával korábban volt Írországban és az Egyesült Királyságban és egy nappal korábban Ausztráliában, Indiában, Szingapúrban és a Fülöp-szigeteken, mint az USA-ban. 2016-ban a SmackDown át költözött a USA Network-re, egészen 2019-ig, 2019-ben a Fox-hoz kerültek a közvetítési jogok. 2024 Szeptemberétől vissza került az adás a USA Network-re ahol a mai napig is látható az adás. 2025-től az USA kivételével  több régióban a Netflix-en látható az adás élőben.

## Jelenlegi bajnokok
| Bajnoki Cím                    | Jelenlegi Bajnok | Győzelem ideje  | Esemény            | Előző Bajnok(ok) |
| ------------------------------ | ---------------- | --------------- | ------------------ | ---------------- |
| Undisputed WWE Championship    | John Cena        | Április 20 2025 | Wrestlemania 41    | Cody Rhodes      |
| WWE United States Championship | Solo Sikoa       | Június 28 2025  | Night Of Champions | Jacob Fatu       |

WWE Women’s Championship Tiffany Straton 
WWE Tag Team Championship Wyatt Sicks 
WWE Womens United States Championship Gulia 

## Jelenlegi pankrátorok

### Férfi pankrátorok
| Pankrátor nevük | Igazi nevük   | Jegyzet                                   |
| --------------- | ------------- | ----------------------------------------- |
| Rey Fenix       |               |                                           |
| Santos Escobar  |               | Los Garza                                 |
| Cody Rhodes     | Cody Runnels  | 2025 King of the ring                     |
| Berto           |               | Los Garza                                 |
| Nathan Frazer   |               | Fraxiom                                   |
| Axiom           |               | Fraxiom                                   |
| Jimmy Uso       | Jonathan Fatu |                                           |
| Solo Sikoa      |               | WWE United States Champion,My family Tree |
| Tala Tonga      |               | My family Tree Hikuleo                    |
| Tonga Loa       |               | My family tree                            |
| JC Mateo        |               | My famili tree Jeff Cob                   |
| John Cena       |               | Undisputed WWE Champion                   |
| Montez Ford     |               | The Street Profits                        |
| Angelo Dawkins  |               | The Street Profits                        |
| Angel           |               | Los Garza                                 |

Andrade        
Tomasso Campa                 #DIY
Johny Gargano                     #DIY
Cris Shabin                    Motor City Machin Guns
The Wyatt Sicks    WWE Tag Team Champion
R-Truth                       Ron Killings
Carmelo Hayes              Company by The Miz
The Miz                Company by Carmelo Hayes
Shinsuke Nakamura
Aleister Black
Damian Priest
Drew Mcyntyre
Randy Orton
Jelly Roll                                      híresség

### Női pankrátorok (Dívák)
| Pankrátor neve | Igazi neve                     | Jegyzet              |
| -------------- | ------------------------------ | -------------------- |
| Charlotte      | Ashley Elizabeth Fliehr        | Női Bajnok           |
| Alicia Fox     | Victoria Crawford              |                      |
| Nikki Bella    | Stephanie Nicole Garcia-Colace |                      |
| Natalya        | Natalie Neidhart               |                      |
| Rosa Mendes    | Milena Roucka                  |                      |
| Tamina         | Sarona Reiher                  |                      |
| Brie Bella     | Brianna Monique Garcia-Colace  |                      |
| Lana           | C.J. Perry                     | (Valójában Amerikai) |

## Története

### Kommentátorok 2000-től
| név                              |
| -------------------------------- |
| Michael Cole & Jim Cornette      |
| Jim Ross & Jerry Lawler          |
| Michael Cole & Jerry Lawler      |
| Michael Cole & Jerry Lawler      |
| Michael Cole & Tazz              |
| Michael Cole & JBL               |
| Michael Cole & Jonathan Coachman |
| Jim Ross & Mick Foley            |
| Jim Ross & Tazz                  |
| Jim Ross & Todd Grisham          |
| Todd Grisham & Matt Striker      |

## Fordítás
- Ez a szócikk részben vagy egészben  a   WWE SmackDown című angol Wikipédia-szócikk fordításán alapul.  Az eredeti cikk szerkesztőit annak laptörténete sorolja fel. Ez a jelzés csupán a megfogalmazás eredetét és a szerzői jogokat jelzi, nem szolgál a cikkben szereplő információk forrásmegjelöléseként.